# Вибори до ландтаґу Каринтії 2009
Вибори до ландтаґу Каринтії (нім. Landtagswahl in Kärnten 2009) Відбулися 1 березня 2009 року.

## Результати виборів

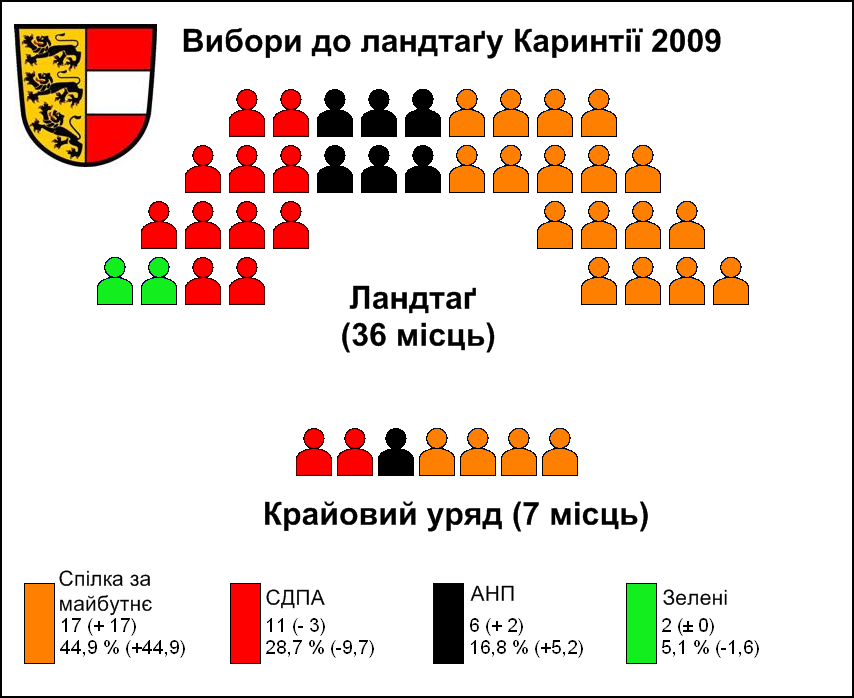
Розподіл мандатів

|  | Партія                             | Голоси  | Відсоток голосів | Мандати (+/-) | Мандати (+/-) | % мандатів | лідер |
|  | ---------------------------------- | ------- | ---------------- | ------------- | ------------- | ---------- | ----- |
|  | Спілка за майбутнє Австрії         | 159.926 | 44,93 %          | 17            | +17           |            |       |
|  | Соціал-демократична партія Австрії | 102.385 | 28,77 %          | 11            | -3            |            |       |
|  | Австрійська народна партія         | 59.955  | 16,78 %          | 6             | +3            |            |       |
|  | Зелені                             | 18.336  | 5,13 %           | 2             | ±0            |            |       |
|  | Австрійська Партія Свободи         | 13.383  | 3,76 %           | 0             | -16           |            |       |
|  | Комуністична Партія Австрії        | 1.893   | 0,53 %           | 0             | ±0            |            |       |